# Campeonato Mundial de Piragüismo en Aguas Tranquilas de 2018
El XLIV Campeonato Mundial de Piragüismo en Aguas Tranquilas se celebró en Montemor-o-Velho (Portugal) entre el 22 y el 26 de agosto de 2018 bajo la organización de la Federación Internacional de Piragüismo (ICF) y la Federación Portuguesa de Piragüismo.
Las competiciones se realizaron en el canal de piragüismo ubicado al lado del río Mondego, al este de la villa lusa.

## Medallistas

### Masculino
| Evento            | Oro                                                                                    | Plata                                                                                | Bronce                                                                                   |
| ----------------- | -------------------------------------------------------------------------------------- | ------------------------------------------------------------------------------------ | ---------------------------------------------------------------------------------------- |
| K1 200 m (26.08)  | Carlos Garrote · España · 35,259 s                                                     | Artūras Seja · Lituania · 35,366 s                                                   | Yevgueni Lukantsov · Rusia · 35,512 s                                                    |
| K2 200 m (25.08)  | Márk Balaska · Balázs Birkás · Hungría · 31,873                                        | Saúl Craviotto · Cristian Toro · España · 32,133                                     | Nebojša Grujić Marko Novaković Serbia 32,156                                             |
| K1 500 m (24.08)  | Josef Dostál · República Checa · 1:37,905                                              | Tom Liebscher · Alemania · 1:38,912                                                  | Bence Nádas · Hungría · 1:39,516                                                         |
| K2 500 m (26.08)  | Artiom Kuzajmetov · Vladislav Blintsov · Rusia · 1:30,666                              | Stefan Vekić Vladimir Torubarov Serbia 1:30,953                                      | Ričardas Nekriošius · Andrejus Olijnikas · Lituania · 1:31,449                           |
| K4 500 m (26.08)  | Max Rendschmidt · Tom Liebscher · Ronald Rauhe · Max Lemke · Alemania · 1:20,056       | Saúl Craviotto · Marcus Walz · Cristian Toro · Rodrigo Germade · España · 1:20,423   | Sándor Tótka · Péter Molnár · Miklós Dudás · István Kuli · Hungría · 1:21,480            |
| K1 1000 m (25.08) | Fernando Pimenta Portugal 3:27,666                                                     | Max Rendschmidt · Alemania · 3:28,391                                                | Josef Dostál · República Checa · 3:29,177                                                |
| K2 1000 m (24.08) | Max Hoff · Marcus Groß · Alemania · 3:15,797                                           | Francisco Cubelos · Íñigo Peña · España · 3:16,617                                   | Marko Tomićević Milenko Zorić Serbia 3:17,407                                            |
| K4 1000 m (25.08) | Tamás Gecső · Jakob Thordsen · Jacob Schopf · Lukas Reuschenbach · Alemania · 2:57,947 | Samuel Baláž · Juraj Tarr · Erik Vlček · Gábor Jakubík · Eslovaquia · 2:58,914       | Francisco Cubelos · Rubén Millán · Pelayo Roza · Íñigo Peña · España · 2:59,341          |
| K1 5000 m (26.08) | Fernando Pimenta Portugal 21:42,196                                                    | René Poulsen Dinamarca 21:43,723                                                     | Javier Hernanz · España · 21:46,565                                                      |
| C1 200 m (26.08)  | Artsiom Kozyr · Bielorrusia · 39,810                                                   | Ivan Shtyl · Rusia · 39,970                                                          | Henrikas Žustautas · Lituania · 40,043                                                   |
| C2 200 m (24.08)  | Hleb Saladuja · Dzianis Majlai · Bielorrusia · 37,646                                  | Arsen Śliwiński · Michał Łubniewski · Polonia · 37,816                               | Alexandr Kovalenko · Ivan Shtyl · Rusia · 37,993                                         |
| C1 500 m (24.08)  | Isaquias Queiroz · Brasil · 1:49,203                                                   | Sebastian Brendel · Alemania · 1:49,496                                              | Martin Fuksa · República Checa · 1:50,143                                                |
| C2 500 m (26.08)  | Erlon Silva · Isaquias Queiroz · Brasil · 1:40,043                                     | Viktor Melantiev · Vladislav Chebotar · Rusia · 1:41,590                             | Arsen Śliwiński · Michał Łubniewski · Polonia · 1:41,787                                 |
| C4 500 m (25.08)  | Pavel Petrov · Viktor Melantiev · Mijail Pavlov · Ivan Shtyl · Rusia · 1:35,606        | Yuri Vandiuk · Oleh Borovyk · Andri Rybachok · Eduard Shemetylo · Ucrania · 1:36,726 | Daniele Santini · Sergiu Craciun · Nicolae Craciun · Luca Incollingo · Italia · 1:37,196 |
| C1 1000 m (25.08) | Sebastian Brendel · Alemania · 3:48,390                                                | Martin Fuksa · República Checa · 3:49,625                                            | Isaquias Queiroz · Brasil · 3:50,190                                                     |
| C2 1000 m (24.08) | Yul Oeltze · Peter Kretschmer · Alemania · 3:38,207                                    | Serguey Torres Madrigal · Fernando Jorge Enríquez · Cuba · 3:38,462                  | Kiril Shamshurin · Ilia Pervujin · Rusia · 3:40,647                                      |
| C1 5000 m (26.08) | Sebastian Brendel · Alemania · 23:40,857                                               | Fernando Jorge Enríquez · Cuba · 23:46,646                                           | Kiril Shamshurin · Rusia · 24:09,504                                                     |

1. ↑  El piragüista noruego Eivind Vold, que quedó en tercer lugar, fue descalificado por saltarse la última boya del circuito.[7]

### Femenino
| Evento            | Oro                                                                              | Plata                                                                        | Bronce                                                                                           |
| ----------------- | -------------------------------------------------------------------------------- | ---------------------------------------------------------------------------- | ------------------------------------------------------------------------------------------------ |
| K1 200 m (26.08)  | Lisa Carrington Nueva Zelanda 38,821 s                                           | Emma Jørgensen Dinamarca 40,548 s                                            | Linnea Stensils · Suecia · 40,585 s                                                              |
| K2 200 m (25.08)  | Franziska Weber · Tina Dietze · Alemania · 37,157                                | Kayla Imrie Aimee Fisher Nueva Zelanda 37,197                                | Mariya Kichasova-Skoryk · Anastasiya Horlova · Ucrania · 37,294                                  |
| K1 500 m (25.08)  | Danuta Kozák · Hungría · 1:47,254                                                | Lisa Carrington Nueva Zelanda 1:47,984                                       | Volha Judzenka · Bielorrusia · 1:48,724                                                          |
| K2 500 m (25.08)  | Anna Kárász · Danuta Kozák · Hungría · 1:43,065                                  | Lisa Carrington Caitlin Ryan Nueva Zelanda 1:43,088                          | Jasmin Fritz · Steffi Kriegerstein · Alemania · 1:45,589                                         |
| K4 500 m (26.08)  | Anna Kárász · Erika Medveczky · Danuta Kozák · Dóra Bodonyi · Hungría · 1:33,761 | Lisa Carrington Aimee Fisher Kayla Imrie Caitlin Ryan Nueva Zelanda 1:33,771 | Karolina Naja · Helena Wiśniewska · Anna Puławska · Katarzyna Kołodziejczyk · Polonia · 1:34,568 |
| K1 1000 m (24.08) | Dóra Bodonyi · Hungría · 4:02,892                                                | Lizzie Broughton Reino Unido 4:03,927                                        | Bridgitte Hartley Sudáfrica 4:04,017                                                             |
| K2 1000 m (24.08) | Tamara Csipes-Galbács · Erika Medveczky · Hungría · 3:39,811                     | Justyna Iskrzycka · Paulina Paszek · Polonia · 3:43,758                      | Sarah Brüßler · Melanie Gebhardt · Alemania · 3:45,091                                           |
| K1 5000 m (26.08) | Lizzie Broughton Reino Unido 24:01,737                                           | Maryna Litvinchuk · Bielorrusia · 24:12,014                                  | Jennifer Egan Irlanda 24:15,075                                                                  |
| C1 200 m (25.08)  | Laurence Vincent-Lapointe · Canadá · 45,567                                      | Olesia Romasenko · Rusia · 46,242                                            | Dorota Borowska · Polonia Alena Nazdrova · Bielorrusia · 46,812                                  |
| C2 200 m (26.08)  | Alena Nazdrova · Kamila Bobr · Bielorrusia · 45,234                              | Sylwia Szczerbińska · Dorota Borowska · Polonia · 46,158                     | Xeniya Kurach · Olesia Nikiforova · Rusia · 46,668                                               |
| C1 500 m (24.08)  | Xeniya Kurach · Rusia · 2:10,991                                                 | Alena Nazdrova · Bielorrusia · 2:11,631                                      | Katie Vincent · Canadá · 2:12,148                                                                |
| C2 500 m (26.08)  | Laurence Vincent-Lapointe · Katie Vincent · Canadá · 1:56,395                    | Virág Balla · Kincső Takács · Hungría · 1:58,632                             | Nadzeya Makarchanka · Volha Klimava · Bielorrusia · 2:00,485                                     |
| C1 5000 m (26.08) | Laurence Vincent-Lapointe · Canadá · 27:43,020                                   | Annika Loske · Alemania · 27:52,541                                          | María Mailliard · Chile · 27:59,547                                                              |

## Medallero
| Núm. | País            | Oro | Plata | Bronce | Total |
| ---- | --------------- | --- | ----- | ------ | ----- |
| 1    | Alemania        | 7   | 4     | 2      | 13    |
| 2    | Hungría         | 6   | 1     | 2      | 9     |
| 3    | Rusia           | 3   | 3     | 5      | 11    |
| 4    | Bielorrusia     | 3   | 2     | 3      | 8     |
| 5    | Canadá          | 3   | 0     | 1      | 4     |
| 6    | Brasil          | 2   | 0     | 1      | 3     |
| 7    | Portugal        | 2   | 0     | 0      | 2     |
| 8    | Nueva Zelanda   | 1   | 4     | 0      | 5     |
| 9    | España          | 1   | 3     | 2      | 6     |
| 10   | República Checa | 1   | 1     | 2      | 4     |
| 11   | Reino Unido     | 1   | 1     | 0      | 2     |
| 12   | Polonia         | 0   | 3     | 3      | 6     |
| 13   | Cuba            | 0   | 2     | 0      | 2     |
| 13   | Dinamarca       | 0   | 2     | 0      | 2     |
| 15   | Lituania        | 0   | 1     | 2      | 3     |
| 15   | Serbia          | 0   | 1     | 2      | 3     |
| 17   | Ucrania         | 0   | 1     | 1      | 2     |
| 18   | Eslovaquia      | 0   | 1     | 0      | 1     |
| 19   | Chile           | 0   | 0     | 1      | 1     |
| 19   | Irlanda         | 0   | 0     | 1      | 1     |
| 19   | Italia          | 0   | 0     | 1      | 1     |
| 19   | Sudáfrica       | 0   | 0     | 1      | 1     |
| 19   | Suecia          | 0   | 0     | 1      | 1     |
|      | TOTAL           | 30  | 30    | 31     | 91    |